# 張漢忠 (香港)
張漢忠（英語：Cheung Hon-chung，1958年5月25日—），前立法局、臨時立法會議員，民主建港協進聯盟成員。1985年起當選為北區區議員。1989年當選為區域市政局議員。1995年至1997年任香港立法局議員（新界北）。1997年至1998年任臨時立法會議員。1998年香港立法會選舉時，因民建聯與公民力量的劉江華合作，張漢忠排在參選名單第二位，結果無法連任。